# آيت عتو تيعلالين (غرس تعلالين)
آيت عتو تيعلالين هي إحدى مشيخات المملكة المغربية، تتبع جغرافيا لإقليم ميدلت وإداريًا لغرس تعلالين. يقدر عدد سكانها بـ 2693 نسمة حسب الإحصاء الرسمي للسكان والسكنى لسنة 2004.